# Scarp
Scarp (schottisch-gälisch An Sgarp) ist eine schottische Insel der Äußeren Hebriden. Sie liegt in der gleichnamigen Council Area und war historisch Teil der traditionellen Grafschaft Inverness-shire.

## Geographie
Scarp liegt im Nordatlantik vor der Insel Harris, von der sie durch den 400 Meter breiten Sound of Scarp getrennt ist. Die maximal 4,9 Kilometer lange und 3,6 Kilometer breite Insel besteht aus Gneis, der sich von der Küste zu dem 308 Meter hohen Sron Romul auftürmt. Nur kleine fruchtbare Flächen sind an den Ufern der 1045 Hektar umfassenden Insel zu finden. Im Nordosten liegt die kleine Insel Fladday rund 600 Meter entfernt.

## Geschichte
Im Jahre 1810 lebten acht Familien auf Scarp. Unter den Stewart-Mackenzie-Herrschern wurden auf Lewis and Harris neue Acker- und Weideflächen geschaffen und das Crofting implementiert. Diese Maßnahmen resultierten teils in einer Umsiedlung der Bevölkerung, die teils Crofts auf Scarp erhielten, wodurch die Einwohnerzahl der Insel ab 1823 anstieg. Zu Spitzenzeiten bestand die Inselbevölkerung aus über 200 Personen, die mit Landwirtschaft und Fischfang befasst waren. Im Laufe des 20. Jahrhunderts sank die Einwohnerzahl Scarps rapide. Wurden 1961 noch 46 Personen auf Scarp gezählt, so waren es 1971 nur noch zwölf. Nachdem die Inselschule bereits 1967 und das Postamt 1969 geschlossen worden waren, verließen am 2. Dezember 1971 die letzten Einwohner die Insel. Zu den Beweggründen zählten auch das schwierige Anladen an der flache Küste, das insbesondere bei stärkerem Wellengang unmöglich wurde, worunter die Anbindung Scarps litt.
Lange vor der Einrichtung des Postamts von Scarp im Jahre 1930, wurde bereits ein Postverkehr von der Insel organisiert. So wurde ein hölzerner Briefkasten am Sound of Scarp auf Harris installiert, über welchen wöchentlich Briefe ausgetauscht wurden. Da keine Straße bis in diese entlegene Region Harris’ führte, musste der von Tarbert anreisende Postbote die letzten Kilometer per Pferd bewältigen. William Lever, 1. Viscount Leverhulme, der Lewis and Harris 1918 erworben hatte (siehe auch Lews Castle), ließ 1925 eine Straße errichten, sodass die Postauslieferung fortan vollständig motorisiert ausgeführt werden konnte.
Die Kommunikation zwischen Scarp und Harris erfolgte durch Rufe über den Scarp-Sund, wovon heute noch der das Kap Clach na h-Eigheach („Fels der Schreie“) zeugt, oder Flaggensignale. Mit der Errichtung einer Bootsanlegers auf Scarp in den späten 1930er Jahren sowie der Verlegung eines unterseeischen Telefonkabels im Jahre 1947 verbesserte sich die Kommunikation mit Scarp. In den frühen 1950er Jahren folgte der Bau eines Anlegers auf der Seite Harris’. Eine Inselbewohnerin betrieb ein Café in Tarbert, in dem sie auch Strickwaren der Frauen Scarps verkaufte.
Der deutsche Wissenschaftler Gerhard Zucker (1908–1985) lebte einst auf Scarp. Er erprobte dort erfolglos ein raketengetriebenes System zum Verteilen der Post. Bei diesen Versuchen eingesetzte Briefumschläge sind im Museum nan Eilean in Stornoway ausgestellt.
Die unbewohnte Insel befindet sich in Privatbesitz. Seit den 1970er Jahren wechselte sie mehrfach den Besitzer. Seit 1995 befindet sie sich im Besitz der US-amerikanischen Musikers Anderson Bakewell.